# IRB Pacific Nations Cup 2013
L'IRB Pacific Nations Cup 2013 è stata l'ottava edizione dell'IRB Pacific Nations Cup, torneo di rugby che vede la partecipazione delle selezioni del Pacifico, si è disputata dal 25 maggio al 23 giugno. Quest'anno il torneo è stato allargato alle due nazionali nordamericane del Canada e degli Stati Uniti, mentre era assente la nazionale delle Samoa, impegnata nello stesso periodo in un tour in Sudafrica. Di conseguenza i match si sono dislocati in ben quattro paesi diversi. Infatti, oltre alle tre sedi giapponesi di Tokyo, Nagoya e Yokohama e a quella di Lautoka nelle Figi già protagoniste l'anno prima, si sono aggiunte le città canadesi di Edmonton, Ottawa e Kingston, che hanno ospitato tre dei quattro incontri del Canada e quella californiana di Carson, in cui gli Stati Uniti hanno disputato la partita contro Tonga.
Le cinque squadre si sono affrontate in un girone all'italiana con gare di sola andata e la vittoria è andata alle Figi, capaci di imporsi su Giappone, Stati Uniti e Tonga e di perdere una sola partita contro il Canada, anch'essa autrice di tre vittorie ma con un solo punto di bonus all'attivo a fronte dei 4 totalizzati dalle Figi.

## Incontri
| Data           | Incontro               | Risultato | Sede     |
| -------------- | ---------------------- | --------- | -------- |
| 25 maggio 2013 | Giappone ― Tonga       | 17–27     | Kanagawa |
| 25 maggio 2013 | Canada ― Stati Uniti   | 16–9      | Edmonton |
| 1º giugno 2013 | Figi ― Giappone        | 22–8      | Lautoka  |
| 5 giugno 2013  | Canada ― Figi          | 20–18     | Ottawa   |
| 8 giugno 2013  | Canada ― Tonga         | 36–27     | Kingston |
| 14 giugno 2013 | Stati Uniti ― Tonga    | 9–18      | Carson   |
| 19 giugno 2013 | Figi ― Stati Uniti     | 35–10     | Nagoya   |
| 19 giugno 2013 | Giappone ― Canada      | 16–13     | Nagoya   |
| 23 giugno 2013 | Figi ― Tonga           | 34–21     | Tokyo    |
| 23 giugno 2013 | Giappone ― Stati Uniti | 38–20     | Tokyo    |

## Classifica
|  | Classifica  | G | V | N | P | PF  | PS  | diff. | BM | BS | PT |
|  | ----------- | - | - | - | - | --- | --- | ----- | -- | -- | -- |
|  | Figi        | 4 | 3 | 0 | 1 | 109 | 59  | +50   | 3  | 1  | 16 |
|  | Canada      | 4 | 3 | 0 | 1 | 109 | 59  | +50   | 0  | 1  | 13 |
|  | Tonga       | 4 | 2 | 0 | 2 | 93  | 96  | -3    | 2  | 0  | 10 |
|  | Giappone    | 4 | 2 | 0 | 2 | 79  | 82  | -3    | 1  | 0  | 9  |
|  | Stati Uniti | 4 | 0 | 0 | 4 | 48  | 107 | -59   | 0  | 1  | 1  |